# Stérigme
 (février 2024).
Si vous disposez d'ouvrages ou d'articles de référence ou si vous connaissez des sites web de qualité traitant du thème abordé ici, merci de compléter l'article en donnant les références utiles à sa vérifiabilité et en les liant à la section « Notes et références ».

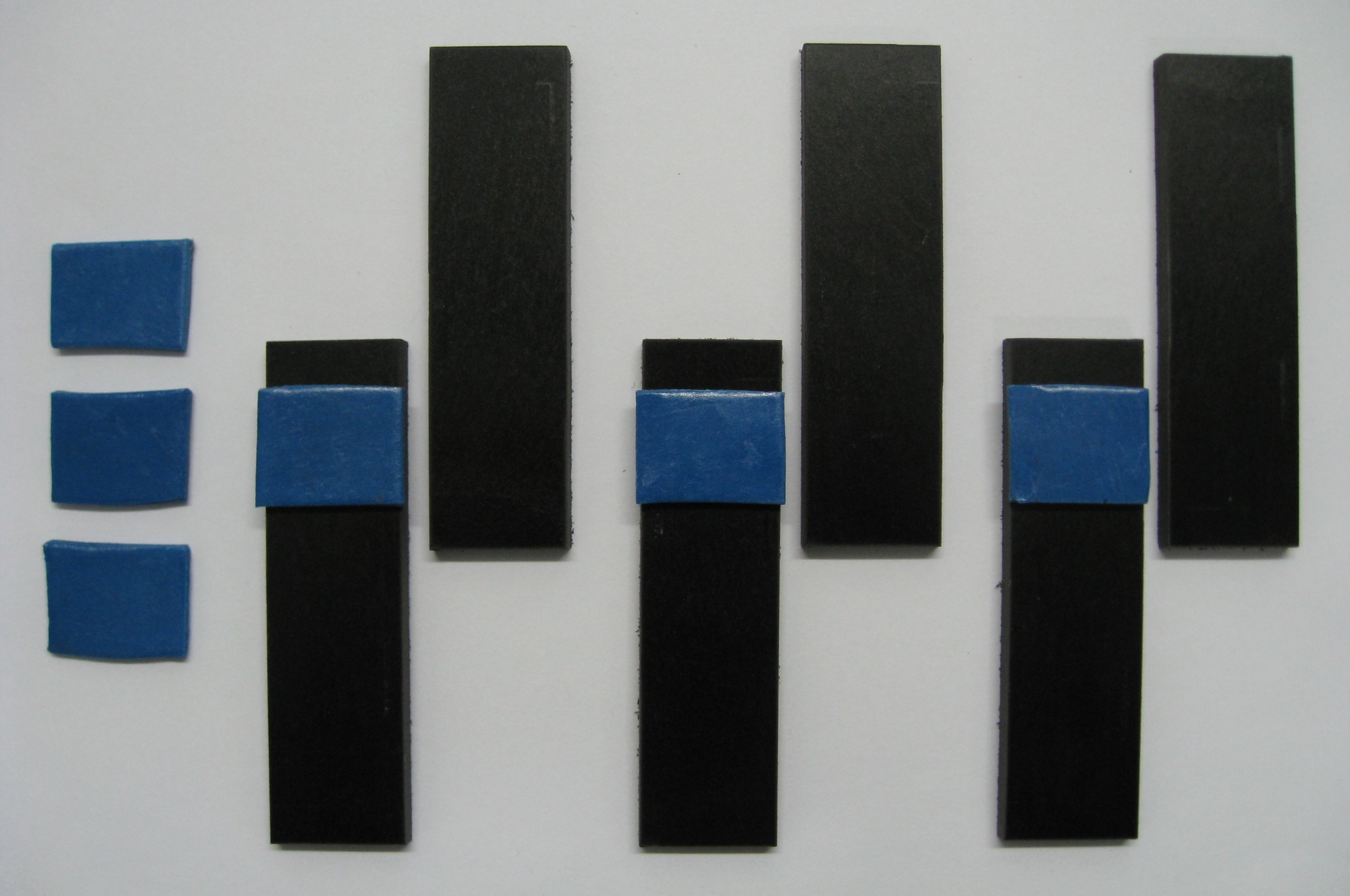
Six stérigmes (en composite, noir) qui vont servir à réaliser trois éprouvettes normalisées de traction-cisaillement (en bleu, le joint de colle époxyde).

En science des matériaux, un stérigme désigne tout matériau devant être assemblé par collage.
Il est à distinguer du support, qui est un matériau sur lequel est appliqué l'adhésif ou la colle.